# Salix fengiana
Salix fengiana — вид квіткових рослин із родини вербових (Salicaceae).

## Морфологічна характеристика
Це кущ до 1.5 метра заввишки. Однорічні гілочки пурпурно-чорні, голі; молоді гілочки густо-сірі запушені. Листкова ніжка 5–6 мм, запушена; листкова пластинка обернено-яйцювата або подовжено-обернено-яйцювата, 4–8 × 3–4 см, абаксіально (низ) бліда, запушена вздовж середньої жилки, запушена, адаксіально зелена, запушена, край цілий, на довгих пагонах віддалено городчастий дистально, верхівка тупо-заокруглена і косо-загострена. Чоловіча сережка циліндрична, 4–5 см. Жіноча сережка 4–8 × ≈ 1 см. Коробочка коричнева, розріджено запушена.

## Середовище проживання
Тибет, Юньнань. Населяє гори; на висотах 3400–3700 метрів.